# 拉波尔舍里
拉波尔舍里（法語：La Porcherie，法語發音：[la pɔʁʃəʁi]）是法国新阿基坦大区上维埃纳省的一个市镇，属于利摩日区。

## 地理
拉波尔舍里（45°34'51"N, 1°32'39"E）面积31.34 平方千米，位于法国新阿基坦大区上维埃纳省，该省份为法国中西部省份，北起顺时针与安德尔省、克勒兹省、科雷兹省、多爾多涅省、夏朗德省和维埃纳省接壤。
与拉波尔舍里接壤的市镇（或旧市镇、城区）包括：伯奈、拉蒙日里、马斯雷、梅亚尔、布里扬斯河畔拉克鲁瓦西耶、圣日耳曼莱贝勒、布里扬斯河畔圣维特。

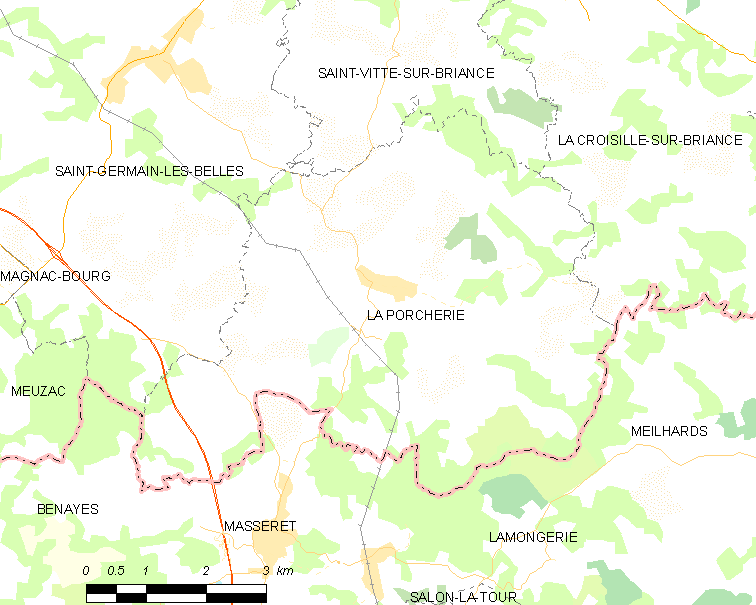
拉波尔舍里的OSM定位图

拉波尔舍里的时区为UTC+01:00、UTC+02:00（夏令时）。

## 行政
拉波尔舍里的邮政编码为87380，INSEE市镇编码为87120。

## 政治
拉波尔舍里所属的省级选区为埃穆捷县。

## 人口

1962-2008年间拉波尔舍里人口变化图示

拉波尔舍里于2022年1月1日时的人口数量为518人。